# 御殿場郵便局
御殿場郵便局（ごてんばゆうびんきょく）は静岡県御殿場市にある郵便局。民営化前の分類では集配普通郵便局であった。

## 概要
住所：〒412-8799 静岡県御殿場市萩原537-1

## 沿革
- 1874年（明治7年）7月 - 御殿場郵便取扱所として開設[1]。
- 1875年（明治8年）1月1日 - 御殿場郵便局（五等）となる。
- 1882年（明治15年）9月16日 - 為替・貯金取扱を開始。
- 1901年（明治34年）12月16日 - 御殿場郵便電信局となる。
- 1903年（明治36年）4月1日 - 通信官署官制の施行に伴い御殿場郵便局となる。
- 1949年（昭和24年）7月16日 - 特定郵便局から普通郵便局に局種別改定[2]。同日、電気通信業務の取扱を、新設の御殿場電報電話局に移管[3]。
- 1956年（昭和31年）9月21日 - 電話通話および和文電報受付事務の取扱を開始。
- 1956年（昭和31年）10月1日 - 中山郵便局[4]から集配業務を移管。
- 1973年（昭和48年）11月19日 - 御殿場市新橋から同市萩原に移転。
- 1998年（平成10年）9月1日 - 外国通貨の両替および旅行小切手の売買に関する業務取扱を開始。
- 2007年（平成19年）10月1日 - 民営化に伴い、併設された郵便事業御殿場支店に一部業務を移管。
- 2012年（平成24年）10月1日 - 日本郵便株式会社発足に伴い、郵便事業御殿場支店を御殿場郵便局に統合。

## 取扱内容
- 郵便、印紙、ゆうパック、内容証明
- 貯金、為替、振替、振込、国際送金、外貨両替・トラベラーズチェック、国債、投資信託
- 生命保険、バイク自賠責保険、自動車保険、がん保険、引受条件緩和型医療保険、変額年金保険
- ゆうちょ銀行ATM
- 「412-00xx」区域（御殿場市の全域）の集配業務、および「410-13xx」「410-14xx」区域（駿東郡小山町の全域）宛の本人限定受取郵便（基本型、特定事項伝達型）の交付
- ゆうゆう窓口

## 風景印
- 表記は『御殿場』
- 図案は『東山湖畔の桜』・『富士山』・『湖面の逆富士』
- 使用開始日は1955年（昭和30年）8月10日

## 周辺
- 御殿場市役所
- 御殿場市立図書館
- 国道138号

## アクセス
- JR御殿場線 御殿場駅から北へ約800m（徒歩約9分）
- 富士急バス 市役所前停留所下車
- 東名高速道路 御殿場ICから北西へ約2km
- 駐車場あり：11台